# Lilliput

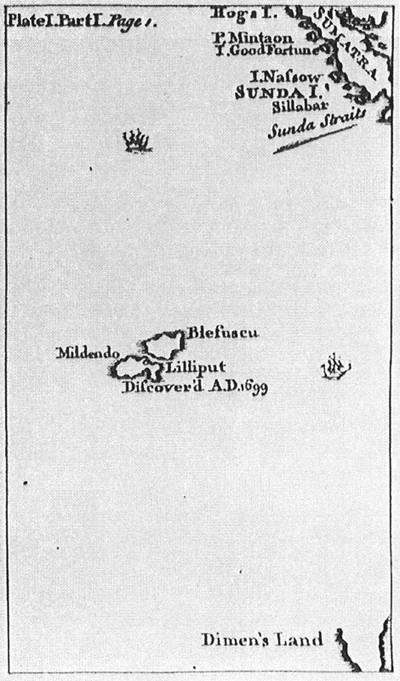
Illustratie door de drukker Benjamin Motte als imitatie van de stijl van de cartograaf Herman Moll voor Gulliver's Travels (1726). Lilliput ("ontdekt in 1699") ligt hier ten zuidwesten van Sumatra en ten noordwesten van "Dimen's Land" (Van Diemen's Land, Tasmanië).

Lilliput is de naam van een denkbeeldig eiland in het boek Gullivers reizen (Gulliver's Travels, 1726) van Jonathan Swift. Het eiland wordt bewoond door mensjes niet langer dan de vingers van Gullivers hand. Toen het boek populair werd, leidde dit tot de pejoratieve naam lilliputter voor mensen met dwerggroei. 
Lilliput ("ontdekt in 1699") ligt op de gefantaseerde kaart in de roman (zie illustratie) ten zuidwesten van Sumatra en ten noordwesten van "Dimen's Land" (Van Diemen's Land , Tasmanië). Echte eilanden in de buurt zijn de Cocoseilanden (Australië) en Christmaseiland (Verenigd Koninkrijk) en verder zuidwaarts het tweetal Amsterdam (Nieuw-Amsterdam, Île Amsterdam, Amsterdam Island, het noordelijkste eiland) en Saint-Paul (Île Saint-Paul) op 85 km van Amsterdam, die lijken op het tweetal eilanden Blefuscu en Lilliput respectievelijk in de roman Gulliver's Travels.
In het boek is Lilliput al jarenlang in oorlog met het naburige eiland Blefuscu om een futiliteit: hoort men een ei te tikken aan de spitse of aan de stompe kant. Deze kwestie is een satire, mogelijk op de onderlinge godsdiensttwisten van Britse protestanten onderling, van protestanten met katholieken, en van Engeland met Frankrijk in de 17e en 18e eeuw.

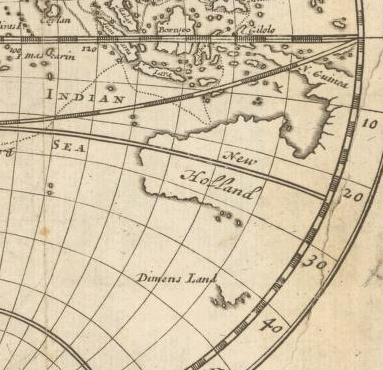
Herman Moll: A map of the world shewing the course of Mr Dampiers voyage round it from 1679 to 1691, London 1697. Uitgeknipt gebied rond het fictieve Lilliput. Swift was bevriend met Moll en noemt hem zelfs in Gulliver's Travels (1726).